# União das Freguesias de Escudeiros e Penso (Santo Estêvão e São Vicente)
Die União das Freguesias de Escudeiros e Penso (Santo Estêvão e São Vicente) ist eine portugiesische Gemeinde (Freguesia) im Kreis (Concelho) Braga, Distrikt Braga, im Nordwesten Portugals.

## Geschichte
Die Gemeinde entstand im Zuge der Gebietsreform vom 29. September 2013 durch die Zusammenlegung der ehemaligen Gemeinden Escudeiros, Santo Estêvão do Penso und São Vicente do Penso.
Escudeiros wurde Sitz der neuen Verwaltung.

## Demographie

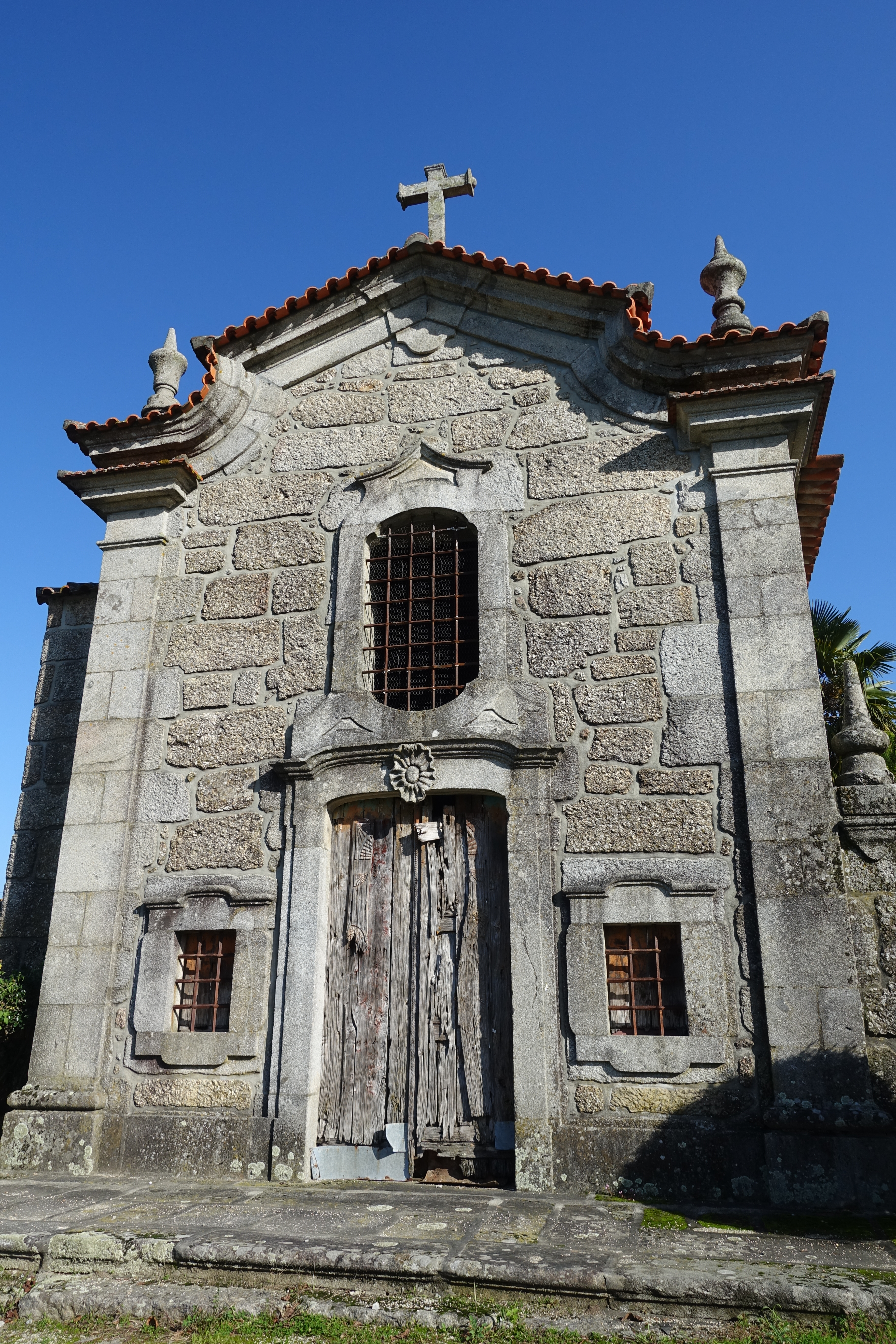
Capela de Pousada in Escudeiros

| Freguesia | Freguesia                                        | Freguesia | Freguesia       | ehemalige Freguesias   | ehemalige Freguesias | ehemalige Freguesias | ehemalige Freguesias |
| --------- | ------------------------------------------------ | --------- | --------------- | ---------------------- | -------------------- | -------------------- | -------------------- |
| Wappen    | Freguesia                                        | Einwohner | Fläche in (km²) | Wappen                 | Freguesia            | Einwohner            | Fläche in (km²)      |
|           | Escudeiros e Penso (Santo Estêvão e São Vicente) | 1823      | 8,04            |                        | Escudeiros           | 1115                 | 4,22                 |
|           | Escudeiros e Penso (Santo Estêvão e São Vicente) | 1823      | 8,04            | Santo Estêvão do Penso | 435                  | 2,24                 |                      |
|           | Escudeiros e Penso (Santo Estêvão e São Vicente) | 1823      | 8,04            | São Vicente do Penso   | 314                  | 1,58                 |                      |